# In My Time of Dying
 (février 2017).
Pistes de Physical Graffiti
The Rover
(2) Houses of the Holy
(4)
In My Time of Dying  est une chanson de folk/blues traditionnel, inspirée de la chanson Jesus Make Up My Dying Bed, enregistrée par Blind Willie Johnson et plus tard reprise par Josh White, Bob Dylan (sur son premier album) et Martin Gore. C'est la troisième chanson de Physical Graffiti, sixième album du groupe de rock anglais Led Zeppelin sorti en 1975. Cette chanson est la plus longue que le groupe ait enregistrée en studio avec plus de onze minutes.
In My Time of Dying est jouée lors de la tournée de 1975 et lors de quelques dates en 1977, au cours desquelles Robert Plant dédicace cette chanson à Denis Healey, ministre des Finances britannique travailliste.
Le groupe ne termine jamais cette chanson de la même façon du fait de sa nature à être interprété en improvisation. La version studio se termine avec : « Oh, don't you make it my dyin', dyin', dyin'… » et à ce moment-là, on entend tousser un membre du groupe (probablement John Bonham) ou un membre de l'équipe d'enregistrement. Robert Plant en profite pour ajouter une touche d'humour et termine la chanson en disant cough (« tousse »). Et Bonham s'exclame juste après en disant « That's gonna be the one, isn't it? » (« Celle-là sera la bonne, non ? »).
Ironiquement, Plant ne tient plus vraiment à la chanter cette chanson après avoir été victime d'un accident de voiture en 1975. Il fait remarquer plus tard « Why the hell did I sing that song? » (« Pourquoi diable ai-je chanté cette chanson ? »).
Il s'agit de l'une des chansons que Jimmy Page joue en concert sur sa guitare Danelectro noire et blanche. Il utilise également cette guitare pour White Summer et Kashmir. En studio, la guitare est accordée en open A. En live, elle est accordée en open G.
Alvin « Yougblood » Hart (en) interprète ce morceau sur son album Motivational Speaker, ainsi qu'en live.
Le 17 mai 2017, durant le concert de Soundgarden à Détroit, Chris Cornell chante le refrain de In My Time of Dying durant le dernier morceau, quelques heures avant son suicide.

## Sources (en anglais)
- Led Zeppelin: Dazed and Confused: The Stories Behind Every Song, par Chris Welch  (ISBN 1-5602-5818-7)
- The Complete Guide to the Music of Led Zeppelin, par Dave Lewis  (ISBN 0-7119-3528-9)